# Julius Korir
Julius Korir (Nandi, 21 de abril de 1960) é um ex-atleta e campeão olímpico queniano especialista no steeplechase.
Korir surgiu  no cenário internacional do atletismo quando inesperadamente ganhou uma medalha de ouro nos 3000 m c/ obstáculos dos Jogos da Commonwealth de 1982, em Brisbane, Austrália. Melhorou suas marcas no ano seguinte mas conseguiu apenas um sétimo lugar nesta prova no primeiro Campeonato mundial de Atletismo, realizado em Helsinque, na Finlândia.
Sua grande conquista na carreira veio em Los Angeles 1984, quando conquistou a medalha de ouro olímpica, com o tempo de 8:11.8. Lesionado, não participou da temporada de 1985 e nos anos seguintes, apesar de continuar competindo regularmente, não mais representou o Quênia em competições internacionais.